# Franz-Bernd Becker

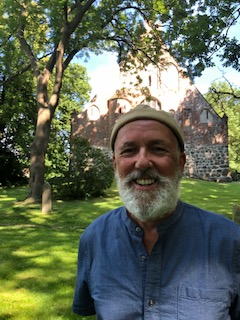
Franz-Bernd Becker 2019

Franz-Bernd Becker (* 4. September 1955 in Breinig, Landkreis Aachen (heute Stolberg)) ist ein deutscher Künstler.

## Leben
Franz-Bernd Becker wohnt auf der Insel Rügen, verbrachte sein Leben bis in die späten 1990er Jahre in Stolberg-Breinig und Umgebung. Von 1970 bis 1973 wurde er zunächst zum Schaufenstergestalter ausgebildet, bevor er von 1974 bis 1981 an der Kunstakademie Düsseldorf bei Karl Kneidl (Bühnenbild) und Rissa (Malerei) studierte. 1981 wurde er Meisterschüler von Rissa.
Mit seinen Künstlerkollegen Win Braun, Emil Sorge, und Hartmut Ritzerfeld gründete er die „Venn-Akademie“/„Eifelmaler“.
Von 1978 bis 1995 waren seine Arbeiten dem amerikanischen Pattern-Painting – banal gemusterte Stoffe aus den 50er Jahren für eine Gestaltung aus reinen Farbflächen und dekorativen Ornamenten – und den expressionistisch-gegenständlichen Neuen Wilden zuzuordnen. Die Pattern-Painting-Arbeiten wurden später größtenteils vom Künstler zerstört. Es gibt lediglich eine Handvoll Werke in Privatbesitz, sowie öffentlich in der Stadt Stolberg und in der K.O.Götz-Rissa-Stiftung.
Becker legte von 1996 bis 2009 eine künstlerische Pause ein und machte in dieser Zeit eine Ausbildung zum Sozialbetriebswirt und wurde zum Diakon im Bund Evangelisch-Freikirchlicher Gemeinden (BEFG) ordiniert. Er lebte von 1998 bis 2000 auf der Insel Sylt und ab 2000 auf der Insel Fehmarn. Dort wandte er sich ab 2009 surrealistisch-informellen Bildern zu. Seit 2019 beschäftigt er sich hauptsächlich mit abstrakter Fotografie. Die Abstraktion entsteht durch schnelle, manuelle Modellierung diverser Gegenstände direkt vor der Kamera. Es sind daher einzigartige Momentaufnahmen, die sich in dieser Form nicht wiederherstellen lassen. Durch Hintergrundbeleuchtungen transparenter Stoffe erhalten die Bilder eine tiefe Räumlichkeit mit kontrastreichen Strukturen und von Schattierungen beeinflusste Farben und Formen. Somit entsteht eine teils traumhaft, surrealistische und eine teils scharf abgegrenzte, sachlich-kühle Atmosphäre.
Währenddessen ging er nicht immer seinem künstlerischen Beruf nach, sondern war erst als examinierter Altenpfleger, später als Einrichtungsleiter in der freikirchlichen Diakonie tätig. Dabei hat er als Co-Autor an Fachbüchern seiner Ehefrau für die F.I.D.A. GmbH in Kiel mitgewirkt, darunter: Das Fachwissen in der Altenpflege Band I-III Gerontopsychiatrie. Als er 2014 für einige Jahre nach Görlitz/Sachsen zog, begann er zusammen mit seiner Ehefrau Susanne Becker Kriminalromane zu schreiben.

## Ausstellungen (Auswahl)
- 1981 Galerie Annelie Brusten, Wuppertal
- 1984 Impulse 3 Gemälde und Gestalten mit Horst Gläsker, Galerie Löhrl, Mönchengladbach
- 1989 Eifelmaler Neue Galerie Sammlung Ludwig, Aachen
- 1989 Sechs Künstler aus Stolberg und Verviers Musée des Beaux-Arts, Verviers/Belgien
- 1995 Elisabeth Frank Galerie in Knokke / Belgien
- 1995 Manisch-Expressiv Neuer Kunstverein Aschaffenburg und Galerie der Stadt Aschaffenburg
- 1997 Ludwig Forum für internationale Kunst: Jahresausstellung BBK Aachen/Euregio
- 2000 Europäischer Kunsthof mit Volker Tannert, Stolberg-Vicht
- 2005 Eifelmaler II Schloss Burgau, Düren

## Auszeichnungen
- 2020: Annual Photography Awards Honorable Mention Winner in Abstract Category for Winning Entry: PLASTIC WASTE[2]
- 2022: Annual Photography Awards Honorable Mention Winner in Abstract Category for Winning Entry: Harry und Kubi[3]
- 2023: ND Awards Honorable Mention Winner in Abstract Category for Winning Entry: OCKNE Serie[4]
- 2023: Chromatic Awards Honorable Mention Winner in Abstract Category for Winning Entry: LERRA 11[5]
- 2023: Annual Photography Awards Honorable Mention Winner in Abstract Category for Winning Entry: Tersu[6]
- 2023: Annual Photography Awards Honorable Mention Winner in Experimentell Category for Winning Entry: Esorra[7]
- 2023/2024: Nominierung zur Fine Art Photography Awards Honorable Mention Winner in Abstract Category for Winning Entry: Phez[8]
- 2024: ND Awards Honorable Mention Winner in Abstract Category for Winning Entry: LERRA Serie[9]
- 2024: Chromatic Awards Honorable Mention Winner in Abstract Category for Winning Entry: ORGER[10]
- 2024: Annual Photography Awards Honorable Mention Winner in Abstract Category for Winning Entry: Irrk Serie[11]
- 2024: Annual Photography Awards Honorable Mention Winner in Experimentell Category for Winning Entry: Dertwe Serie[12]
- 2024/2025: Nominierung zur Fine Art Photography Awards Honorable Mention Winner in Abstract Category for Winning Entry: Gesen[13]

## Einige Werke Beckers

Dertwe 11-1
Gesen 6-1
Sivra 1-1
Ürsch 5-1
Lerra 11-1
Legee 11-1
Irrk 22-1

## Öffentliche Sammlungen
Sowohl die Stadt Stolberg als auch die K.-O.-Götz-und-Rissa-Stiftung in Niederbreitbach-Wolfenacker besitzen Werke von Franz-Bernd Becker.

## Schriftstellerische Tätigkeit
Die teils mystisch-futuristischen Kriminalromane sind in einer Serie mit in sich abgeschlossenen Teilen verfasst, in der Markus Bürger, Leiter eines Pflegeheims, die Hauptfigur darstellt. Aus seiner Sichtweise ergeben sich Einblicke in ein Gesundheitssystem, in der die Versorgung alter Menschen und das Wohlergehen der Angestellten eine untergeordnete Rolle spielen. Bei den Thrillern, die Becker gemeinsam mit seiner Ehefrau Susanne Becker verfasst, hat der Staat die Krankenversorgung an private Investoren abgegeben, wodurch das Prinzip der Gewinnmaximierung noch mehr in den Vordergrund gerückt ist. Die Diskrepanz zwischen humanen und wirtschaftlichen Bedürfnissen wird übermächtig. Zusammen mit seiner Familie, den Mitarbeitern und den Bewohnern des Stifts gerät Markus Bürger in bizarre, verstörende Situationen, die wie Schlaglichter das bestehende System beleuchten.
In weiteren Thriller, wie Seele um Seele, befassen sich die Beckers mit den späten Auswirkungen des Unrechts, das in einem Kinderheim begangen wurde. Rezensionen bescheinigen dem Buch unerwarteten Humor und skurrile Charaktere.

### Bücher
- Das Stift: Mord im Pflegeheim? Manuela Kinzel Verlag, Göppingen 2015, ISBN 978-3-95544-037-4
- Das Stift Band 2: Weshalb sollte ich da nichts Böses tun? Manuela Kinzel Verlag, Göppingen 2016, ISBN 978-3-95544-057-2
- Seele um Seele. Ein Heimkrimi. Manuela Kinzel Verlag, Dessau/Göppingen 2017, ISBN 978-3-95544-078-7
- Die modernen Todsünden. Mystery-Thriller. Independently published, 2018, ISBN 978-1-7315-9914-8
- Martins Eltern. Pflegekrimi. Independently published, 2019, ISBN 978-1-6876-3324-8
- Kaiser Karl der Große, Zimmer 405, Block 4. Pflegekrimi. Independently published, 2020, ISBN 979-8-6560-0553-1
- Beat-Telefon oder wie Keef Hartley zu John Lennon wurde, eine Eifeloper in 16 Akten. Theaterstück. Independently published, 2022, ISBN 979-8-78874252-6

### E-Books
- Die modernen Todsünden. Mystery-Thriller. Kindle Edition, 2018
- Martins Eltern. Pflegekrimi. Kindle Edition, 2019
- Kaiser Karl der Große, Zimmer 405, Block 4. Pflegekrimi. Kindle Edition, 2020
- Beat-Telefon oder wie Keef Hartley zu John Lennon wurde, eine Eifeloper in 16 Akten. Kindle Edition, 2022